# Lipaphis unguibrevis
Lipaphis unguibrevis är en insektsart. Lipaphis unguibrevis ingår i släktet Lipaphis och familjen långrörsbladlöss. Inga underarter finns listade i Catalogue of Life.